# Jeff Widener
Jeff Widener (Long Beach, California, 11 de agosto de 1956) es un fotógrafo y periodista estadounidense, conocido por ser uno de los cuatro fotógrafos de la imagen del Hombre del tanque, tomada durante las protestas de la plaza de Tiananmén de 1989.
Widener hizo la fotografía desde el sexto piso del Hotel Beijing, a 200 metros de distancia de la plaza, con una cámara Nikon y una lente de 300 mm. Fue nominado al Premio Pulitzer por Spot News Photography en 1990 por esta fotografía.
En 2006, comenzó a trabajar como fotógrafo para el Honolulu Advertiser.
Widener ganó numerosos premios de la Society of Professional Journalists y quedó en segundo lugar en los premios de la National Press Photographers Association, celebrados en 2004.